# ألان وايت (كاتب)
ألان وايت (بالإنجليزية: Alan White) هو مقدم برامج إذاعية وكاتب ودي جيه أمريكي، ولد في 27 أكتوبر 1941 في بريدجبورت في الولايات المتحدة.